# Жовніренко Павло Григорович
Павло Григорович Жовніре́нко (нар. 19 травня 1952, м. Іловайськ, УРСР) — український громадський діяч, політолог, публіцист; з 1998 голова Правління громадської організації «Центр стратегічних досліджень», з 2020 радник Секретаря РНБО України. Спікер Форуму Вільних Держав Постросії.

## Біографічні дані
1993 року заснував, а з 1997 року очолив київський Центр Стратегічних Досліджень (ЦСД) — незалежну неприбуткову позаурядову дослідницьку організацію, що була створена як група аналізу і прогнозування при Комітеті у закордонних справах Верховної Ради України.
Разом з колегами по ЦСД проводить дослідження з міжнародної політики та безпеки, зі стратегічних для країни питань. Установа співпрацює з Верховною Радою, урядом, окремими політиками та органами самоврядування, громадськими організаціями. ЦСД з травня 2023 року — співзасновник Люблінського академічно-дослідницького трикутника, куди входять визначні університети і аналітичні центри Литви, Польщі й України.
Автор ідеї багатосторонньої угоди про міжнародні гарантії без'ядерній Україні (1993) . Автор пропозицій щодо будівництва нафтотерміналу в Одесі та нафтопроводу до Балтійського моря (1993), виключення з дипломатичної мови окремих пострадянських штампів (1996), розробки і використання критеріїв для вступу в ЄС та НАТО (1997), концепцій «умовного нейтралітету України» (2009), «громадянської оборони» (2009), «міжнародного статусу Арктики» (2010), «нетранзитного статусу України на газовому ринку» (2011), деордизації Росії (2017), альтернативної ООН Організації Вільних Націй (2022), першої редакції глосарію термінів та понять, що стосуються окупації української території Російською Федерацією (2021), тексту законопроекту про визнання геноциду черкеського народу, вчиненого російською імперією (2023), тощо.
Автор більш ніж 160 статей в українській, американській, польській та російській пресі з політичних, економічних та екологічних питань, понад 70 рекомендацій до державних органів та міжнародних організацій.
Був залучений до участі та виступив на понад 100 міжнародних конференціях з питань економіки, політики та безпеки в 14 країнах Європи, Азії та Північної Америки .
З початком російської агресії проти України ініціював і реалізував проекти: безкоштовний додаток «Путь надежды» для газети Укрзалізниці «Магістраль» (розповсюджувалася серед пасажирів поїздів, що їхали з Києва до тимчасово окупованих Донецька і Луганська, 6 випусків накладом по 30 тис. примірників), «Пособие по ненасильственному сопротивлению для украинцев на временно оккупированных территориях», посібник для ЗМІ, політиків та держслужбовців «Російсько — Українська війна. Формулювання термінів». У процесі реалізації є кілька проектів зі сприяння українським і міжнародним ініціативам з деколонізації РФ. Протягом 2016—2019 рр регулярний учасник телеефірів суспільно-політичної тематики на російському державному ТБ, де відстоював неухильну проукраїнську позицію  та відкрито звинувачував державу-агресорку у розв'язанні війни та скоєнні воєнних злочинів на території України ще до 24 лютого 2022 року .

## Освіта і наукові ступені
У 1969—1974 рр. — навчався у Макіївському інженерно-будівельному інституті, інженер-будівельник.
У 1976—1980 рр. — навчався в аспірантурі Київського інженерно-будівельного інституту, кандидат технічних наук.
У 1987—1990 рр. — навчався у Всесоюзній академії зовнішньо-економічних відносин (Москва), економіст-міжнародник.
У 1995—1997 — стипендіат програми Наукового комітету НАТО
У 2006—2010 рр. — докторант кафедри політології Національного Університету «Києво-Могилянська Академія».

## Трудова і наукова діяльність
1974—1976 — викладач Макіївського інженерно-будівельного інституту
1980—1987 — інженер, головний інженер Республіканського штабу студентських будівельних загонів (Київ)
1990—1992 — заступник директора українського представництва GreenPeace International
1992—1993 — заступник директора Української Екологічної Асоціації «Зелений Світ»
1993—1994 — консультант-референт Голови Комісії у закордонних справах Верховної Ради України
1994—1997 — директор програм Консультативно-Дорадчої Ради при Президії Верховної Ради України, голова робочої групи з міжнародної політики та безпеки Українсько-Американського Консультативного Комітету
1997—1998 — директор програм Міжнародного Фонду «Відродження»
1997–дотепер — голова правління «Центру Стратегічних Досліджень»
2007—2014 — старший викладач Дипломатичної академії України при Міністерстві закордонних справ, доцент Київського університету права НАН України
2017—2020 — старший експерт проекту Європейської Комісії в Україні «Підтримка реалізації сільськогосподарської та харчової політики»
2020 — дотепер — радник Секретаря РНБО.

## Громадська діяльність
1988—1990 — член правління Товариства української культури «Славутич», координатор Українського молодіжного клубу Москви
1990—1992 — координатор Української молодіжної асоціації
2003–червень 2004 — керівник Донецького обласного штабу кандидата на посаду президента України Віктора Ющенка
2013—2014 — член Громадської ради Майдану
2016 — член Координаційної ради сприяння розвитку громадянського суспільства при Президентові України П.Порошенко (як голова правління громадської організації «Центр стратегічних досліджень» та співкоординатор громадської ініціативи «Коаліція патріотичних сил Донбасу»)
2008–дотепер — член Ради Федерації профспілок України

## Особисте життя
Дружина — Жовніренко Світлана Юріївна, 1965 р.н, психолог (у шлюбі з 1985 р.).
Дочки: Мар'яна Шафро, фотограф (1987 р.н.), Софія Срібна, студентка (1998 р.н.).